# Primera División de España 1978-79
La temporada 1978/79 de la Primera División de España corresponde a la edición 48.ª del campeonato. El torneo se disputó del 2 de septiembre de 1978 al 3 de junio de 1979. En esta temporada debutó en Primera División el Decano del fútbol español el Real Club Recreativo de Huelva.
El Real Madrid revalidó el título conquistado la campaña anterior.

## Sistema de competición
La Primera División de España 1978/79 fue organizada por la Real Federación Española de Fútbol. Como en temporadas precedentes, tomaron parte dieciocho equipo de toda la geografía española integrados en un grupo único.Siguiendo un sistema de liga, los 18 equipos se enfrentaron todos contra todos en dos ocasiones -una en campo propio y otra en campo contrario- sumando un total de 34 jornadas. El orden de los encuentros se decidió por sorteo antes de empezar la competición.
La clasificación final se estableció con arreglo a los puntos obtenidos en cada enfrentamiento, a razón de dos por partido ganado, uno por empatado y ninguno en caso de derrota. Los mecanismos para desempatar la clasificación, si al finalizar el campeonato dos equipos igualaban a puntos, fueron los siguientes:
- El que tuviera una mayor diferencia en el goal average o promedio de goles (cociente entre goles a favor y en contra) en los enfrentamientos entre ambos.
- Si persiste el empate, el que tuviera el mayor goal average en todos los encuentros del campeonato.

## Desarrollo del campeonato
El torneo comenzó con un Sporting de Gijón que fue la revelación de la temporada al acabar 2.º tras el Real Madrid, fue un torneo en el que se decidió el campeón y los equipos descendidos en las últimas jornadas, en la 1.ª jornada el Sporting se colocó líder tras su victoria por 4-1 ante el Atlético de Madrid, aunque fue desbancado por el recién ascendido Recreativo de Huelva que estuvo en la zona alta hasta la jornada 8 en la que comenzó su descenso en la tabla hasta su descenso final. El Real Madrid se colocó líder en la cuarta jornada y no bajó de ahí hasta la jornada 21, después de la victoria del Sporting en casa ante la R. Sociedad y la derrota del Real Madrid en el Camp Nou. En la siguiente jornada, la 22, el Sporting pierde en Vallecas y el Real Madrid empata en el Bernabéu con la Unión Deportiva Las Palmas, por lo que merced a estos resultados el Sporting sigue líder. Todo se mantiene igual hasta la jornada 27 en la que el Sporting recibe en El Molinón al Real Madrid, en un partido muy recordado por la afición local dado que en la jornada anterior el Sporting jugaba en Salamanca y cuando iban ganando comodamente 0-2, expulsan a dos jugadores del Sporting y les muestran sendas tarjetas a Doria y Ferrero, por lo que el Sporting termina perdiendo el partido y quedándose sin sus máximas figuras para el siguiente encuentro. En el partido frente al Madrid el arbitraje es muy cuestionado y el Sporting termina perdiendo cero a uno con gol de Santillana, dejando la liga a merced del equipo blanco.
El Barcelona se descolgó de la pelea en la 18.ª jornada tras la victoria del Atlético de Madrid en el Nou Camp por 2-4, el Atlético fue el siguiente en despedirse de sus opciones tras su derrota por 4-3 en Zaragoza en la 30.ª jornada. En la zona baja los descendidos fueron el Celta, el Racing y el Recreativo de Huelva, aunque en la última jornada el equipo gallego pudo salvarse si hubiera vencido al Rayo Vallecano con el que perdió por 2-0 y con el que se jugó el descenso.

### Efectos de la clasificación
El equipo que más puntos sumó al final del campeonato fue proclamado campeón de liga y obtuvo el derecho automático a participar en la siguiente edición de la Copa de Europa. 
Los tres mejores calificados, al margen de los clasificados para disputar la Copa de Europa (esto es, el campeón de Liga) y la Recopa de Europa (el campeón de la Copa del Generalísimo), obtuvieron una plaza para participar en la Copa de la UEFA de la próxima temporada.
Por su parte, los tres últimos clasificados descendieron a Segunda División, de la que ascendieron, recíprocamente, tres equipos.

## Equipos y estadios
| Equipo                              | Ciudad                     | Estadio               |
| ----------------------------------- | -------------------------- | --------------------- |
| Athletic Club                       | Bilbao                     | San Mamés             |
| Club Atlético de Madrid             | Madrid                     | Vicente Calderón      |
| Fútbol Club Barcelona               | Barcelona                  | Camp Nou              |
| Burgos Club de Fútbol               | Burgos                     | El Plantío            |
| Real Club Celta de Vigo             | Vigo                       | Balaídos              |
| Real Club Deportivo Español         | Barcelona                  | Sarriá                |
| Hércules Club de Fútbol             | Alicante                   | José Rico Pérez       |
| Unión Deportiva Las Palmas          | Las Palmas de Gran Canaria | Insular               |
| Real Racing Club de Santander       | Santander                  | El Sardinero          |
| Agrupación Deportiva Rayo Vallecano | Madrid                     | Vallecas              |
| Real Madrid Club de Fútbol          | Madrid                     | Santiago Bernabeu     |
| Real Sociedad de Fútbol             | San Sebastián              | Atocha                |
| Real Club Recreativo de Huelva      | Huelva                     | Colombino             |
| Unión Deportiva Salamanca           | Salamanca                  | Helmántico            |
| Sevilla Fútbol Club                 | Sevilla                    | Ramón Sánchez-Pizjuan |
| Real Sporting de Gijón              | Gijón                      | El Molinón            |
| Valencia Club de Fútbol             | Valencia                   | Luis Casanova         |
| Real Zaragoza                       | Zaragoza                   | La Romareda           |

## Clasificación
| Pos. | Equipo                         | Pts. | PJ | G  | E  | P  | GF | GC | Dif. | Clasificación                   |
| ---- | ------------------------------ | ---- | -- | -- | -- | -- | -- | -- | ---- | ------------------------------- |
| 1    | Real Madrid C. F. (C)          | 47   | 34 | 16 | 15 | 3  | 61 | 36 | +25  | Clasifica a la Copa de Europa   |
| 2    | Sporting de Gijón              | 43   | 34 | 17 | 9  | 8  | 50 | 35 | +15  | Clasifica a la Copa de la UEFA  |
| 3    | Atlético de Madrid             | 41   | 34 | 14 | 13 | 7  | 55 | 37 | +18  | Clasifica a la Copa de la UEFA  |
| 4    | Real Sociedad                  | 41   | 34 | 18 | 5  | 11 | 53 | 36 | +17  | Clasifica a la Copa de la UEFA  |
| 5    | F. C. Barcelona                | 38   | 34 | 16 | 6  | 12 | 69 | 37 | +32  | Clasifica a la Recopa de Europa |
| 6    | U. D. Las Palmas               | 37   | 34 | 14 | 9  | 11 | 49 | 43 | +6   |                                 |
| 7    | Valencia C. F.                 | 35   | 34 | 14 | 7  | 13 | 44 | 39 | +5   | Clasifica a la Recopa de Europa |
| 8    | R. C. D. Español               | 35   | 34 | 15 | 5  | 14 | 37 | 46 | −9   |                                 |
| 9    | Athletic Club                  | 34   | 34 | 12 | 10 | 12 | 56 | 46 | +10  |                                 |
| 10   | U. D. Salamanca                | 34   | 34 | 13 | 8  | 13 | 36 | 40 | −4   |                                 |
| 11   | Sevilla F. C.                  | 33   | 34 | 12 | 9  | 13 | 47 | 48 | −1   |                                 |
| 12   | Hércules C. F.                 | 32   | 34 | 13 | 6  | 15 | 32 | 38 | −6   |                                 |
| 13   | Burgos C. F.                   | 32   | 34 | 10 | 12 | 12 | 38 | 47 | −9   |                                 |
| 14   | Real Zaragoza                  | 30   | 34 | 12 | 6  | 16 | 56 | 59 | −3   |                                 |
| 15   | A. D. Rayo Vallecano           | 29   | 34 | 9  | 11 | 14 | 31 | 54 | −23  |                                 |
| 16   | R. C. Celta de Vigo (D)        | 28   | 34 | 9  | 10 | 15 | 35 | 55 | −20  | Descenso a Segunda División     |
| 17   | Racing de Santander (D)        | 22   | 34 | 9  | 4  | 21 | 37 | 63 | −26  | Descenso a Segunda División     |
| 18   | R. C. Recreativo de Huelva (D) | 21   | 34 | 8  | 5  | 21 | 39 | 66 | −27  | Descenso a Segunda División     |

 Fuente: BDFutbol
Criterios de clasificación: Puntos · Diferencia de goles · Goles a favor · Play-off
Notas:
1. ↑  El FC Barcelona se clasificó para la Recopa de Europa por ser el vigente campeón del torneo.

### Evolución de la clasificación
| Equipo / Jornada | 1  | 2  | 3  | 4  | 5  | 6  | 7  | 8  | 9  | 10 | 11 | 12 | 13 | 14 | 15 | 16 | 17 | 18 | 19 | 20 | 21 | 22 | 23 | 24 | 25 | 26 | 27 | 28 | 29 | 30 | 31 | 32 | 33 | 34 |
| Equipo / Jornada |    |    |    |    |    |    |    |    |    |    |    |    |    |    |    |    |    |    |    |    |    |    |    |    |    |    |    |    |    |    |    |    |    |    |
| ---------------- | -- | -- | -- | -- | -- | -- | -- | -- | -- | -- | -- | -- | -- | -- | -- | -- | -- | -- | -- | -- | -- | -- | -- | -- | -- | -- | -- | -- | -- | -- | -- | -- | -- | -- |
| Real Madrid      | 4  | 5  | 4  | 1  | 2  | 1  | 1  | 1  | 1  | 1  | 1  | 1  | 1  | 1  | 1  | 1  | 1  | 1  | 1  | 1  | 2  | 2  | 2  | 2  | 2  | 2  | 1  | 1  | 1  | 1  | 1  | 1  | 1  | 1  |
| Sporting         | 1  | 6  | 5  | 8  | 6  | 5  | 4  | 8  | 5  | 8  | 6  | 5  | 3  | 2  | 2  | 2  | 2  | 2  | 2  | 2  | 1  | 1  | 1  | 1  | 1  | 1  | 2  | 2  | 2  | 2  | 2  | 2  | 2  | 2  |
| Atlético         | 17 | 7  | 7  | 9  | 9  | 6  | 6  | 7  | 4  | 4  | 4  | 3  | 2  | 7  | 9  | 7  | 4  | 4  | 3  | 4  | 3  | 3  | 3  | 4  | 3  | 4  | 4  | 4  | 3  | 6  | 3  | 3  | 3  | 3  |
| Real Sociedad    | 10 | 13 | 16 | 13 | 11 | 10 | 13 | 10 | 7  | 11 | 7  | 10 | 9  | 9  | 8  | 9  | 8  | 6  | 4  | 3  | 5  | 7  | 7  | 6  | 6  | 6  | 5  | 6  | 5  | 4  | 4  | 4  | 4  | 4  |
| Barcelona        | 6  | 10 | 6  | 7  | 7  | 2  | 5  | 3  | 3  | 2  | 2  | 6  | 4  | 3  | 3  | 3  | 3  | 5  | 6  | 7  | 6  | 4  | 5  | 5  | 5  | 5  | 7  | 5  | 6  | 5  | 6  | 6  | 6  | 5  |
| Las Palmas       | 5  | 2  | 1  | 3  | 4  | 7  | 9  | 9  | 10 | 7  | 5  | 4  | 7  | 5  | 6  | 4  | 5  | 3  | 5  | 6  | 4  | 5  | 4  | 3  | 4  | 3  | 3  | 3  | 4  | 3  | 5  | 5  | 5  | 6  |
| Valencia         | 12 | 8  | 12 | 14 | 12 | 12 | 10 | 6  | 9  | 6  | 10 | 9  | 8  | 6  | 7  | 8  | 9  | 10 | 8  | 8  | 10 | 8  | 9  | 8  | 9  | 8  | 8  | 8  | 9  | 11 | 8  | 7  | 7  | 7  |
| Español          | 8  | 3  | 8  | 4  | 3  | 4  | 3  | 4  | 6  | 9  | 8  | 8  | 10 | 10 | 10 | 13 | 11 | 11 | 9  | 9  | 8  | 9  | 8  | 9  | 7  | 7  | 6  | 7  | 7  | 9  | 7  | 8  | 8  | 8  |
| Athletic         | 3  | 4  | 2  | 2  | 1  | 3  | 2  | 2  | 2  | 3  | 3  | 2  | 5  | 4  | 4  | 5  | 7  | 8  | 10 | 10 | 9  | 10 | 10 | 11 | 10 | 10 | 10 | 10 | 8  | 10 | 11 | 9  | 9  | 9  |
| Salamanca        | 15 | 15 | 17 | 15 | 16 | 16 | 15 | 11 | 13 | 12 | 15 | 12 | 13 | 14 | 15 | 14 | 14 | 12 | 15 | 11 | 13 | 11 | 13 | 10 | 12 | 11 | 12 | 11 | 13 | 13 | 13 | 12 | 11 | 10 |
| Sevilla          | 11 | 14 | 10 | 6  | 8  | 9  | 7  | 5  | 8  | 5  | 9  | 7  | 6  | 8  | 5  | 6  | 6  | 7  | 7  | 5  | 7  | 6  | 6  | 7  | 8  | 9  | 9  | 9  | 10 | 7  | 9  | 10 | 10 | 11 |
| Hércules         | 7  | 12 | 14 | 17 | 17 | 15 | 14 | 15 | 16 | 17 | 17 | 17 | 15 | 13 | 13 | 10 | 12 | 13 | 12 | 12 | 12 | 15 | 12 | 14 | 14 | 14 | 14 | 13 | 12 | 12 | 12 | 13 | 13 | 12 |
| Burgos           | 9  | 9  | 9  | 10 | 10 | 11 | 8  | 12 | 12 | 10 | 12 | 11 | 12 | 12 | 12 | 11 | 13 | 14 | 14 | 15 | 11 | 14 | 11 | 12 | 11 | 12 | 11 | 12 | 11 | 8  | 10 | 11 | 12 | 13 |
| Zaragoza         | 18 | 11 | 15 | 12 | 13 | 13 | 12 | 14 | 11 | 13 | 11 | 13 | 11 | 11 | 11 | 12 | 10 | 9  | 11 | 13 | 14 | 12 | 14 | 15 | 13 | 13 | 13 | 14 | 14 | 14 | 14 | 14 | 14 | 14 |
| Rayo             | 16 | 16 | 13 | 11 | 14 | 14 | 17 | 16 | 17 | 15 | 13 | 14 | 14 | 15 | 14 | 16 | 16 | 16 | 16 | 16 | 16 | 16 | 16 | 13 | 15 | 15 | 15 | 16 | 15 | 15 | 15 | 16 | 16 | 15 |
| Celta            | 13 | 17 | 11 | 16 | 15 | 18 | 16 | 18 | 18 | 18 | 18 | 18 | 18 | 18 | 18 | 18 | 18 | 18 | 17 | 17 | 17 | 17 | 17 | 17 | 17 | 17 | 17 | 17 | 17 | 17 | 16 | 15 | 15 | 16 |
| Racing           | 14 | 18 | 18 | 18 | 18 | 17 | 18 | 17 | 15 | 14 | 16 | 15 | 16 | 16 | 16 | 15 | 15 | 15 | 13 | 14 | 15 | 13 | 15 | 16 | 16 | 16 | 16 | 15 | 16 | 16 | 17 | 17 | 17 | 17 |
| Recreativo       | 2  | 1  | 3  | 5  | 5  | 8  | 11 | 13 | 14 | 16 | 14 | 16 | 17 | 17 | 17 | 17 | 17 | 17 | 18 | 18 | 18 | 18 | 18 | 18 | 18 | 18 | 18 | 18 | 18 | 18 | 18 | 18 | 18 | 18 |

## Resultados
| Local \ Visitante          | ATH | ATM | BAR | BUR | CEL | ESP | HER | LAS | RAC | RAY | RMA | RSO | REC | SAL | SEV | SPO | VAL | ZAR |
| -------------------------- | --- | --- | --- | --- | --- | --- | --- | --- | --- | --- | --- | --- | --- | --- | --- | --- | --- | --- |
| Athletic Club              | —   | 2–1 | 3–1 | 1–2 | 3–1 | 1–0 | 4–1 | 3–0 | 4–1 | 2–0 | 3–3 | 1–1 | 5–3 | 3–0 | 2–3 | 1–1 | 2–0 | 2–2 |
| Atlético de Madrid         | 4–0 | —   | 1–1 | 1–2 | 4–0 | 1–0 | 3–0 | 1–1 | 3–0 | 0–0 | 2–2 | 2–2 | 1–0 | 1–0 | 2–2 | 0–0 | 2–1 | 3–1 |
| F. C. Barcelona            | 4–3 | 2–4 | —   | 2–0 | 6–0 | 2–1 | 3–0 | 4–0 | 1–0 | 9–0 | 2–0 | 1–3 | 2–0 | 3–0 | 1–0 | 6–0 | 1–1 | 5–0 |
| Burgos C. F.               | 1–0 | 0–1 | 1–0 | —   | 1–0 | 1–0 | 0–0 | 1–1 | 1–0 | 1–1 | 2–2 | 1–1 | 1–0 | 1–0 | 2–2 | 0–2 | 1–1 | 1–1 |
| R. C. Celta de Vigo        | 0–0 | 2–2 | 2–1 | 3–2 | —   | 0–1 | 2–1 | 1–2 | 2–0 | 2–1 | 2–2 | 1–0 | 3–2 | 1–1 | 1–1 | 1–1 | 0–0 | 5–3 |
| R. C. D. Español           | 1–0 | 2–1 | 0–2 | 1–0 | 1–1 | —   | 2–1 | 2–1 | 2–3 | 2–1 | 1–1 | 2–0 | 1–0 | 2–1 | 2–0 | 1–0 | 1–0 | 1–0 |
| Hércules C. F.             | 0–1 | 0–0 | 0–2 | 1–0 | 2–0 | 3–3 | —   | 1–0 | 1–0 | 4–1 | 1–2 | 0–0 | 2–0 | 1–0 | 1–0 | 1–0 | 3–0 | 1–0 |
| U. D. Las Palmas           | 1–1 | 1–0 | 2–1 | 3–1 | 0–0 | 3–0 | 2–1 | —   | 1–2 | 1–2 | 2–2 | 2–0 | 3–0 | 4–0 | 2–1 | 0–0 | 2–0 | 0–0 |
| Racing de Santander        | 1–1 | 1–1 | 2–1 | 2–2 | 2–0 | 0–1 | 0–2 | 2–4 | —   | 1–0 | 1–1 | 1–0 | 1–0 | 2–4 | 2–3 | 0–2 | 3–1 | 3–2 |
| Rayo Vallecano             | 1–0 | 1–3 | 1–1 | 2–2 | 2–0 | 2–0 | 3–0 | 2–2 | 2–1 | —   | 1–1 | 0–4 | 1–1 | 0–0 | 1–0 | 2–1 | 0–1 | 1–0 |
| Real Madrid C. F.          | 2–1 | 1–1 | 3–1 | 4–1 | 2–0 | 0–0 | 0–0 | 1–1 | 5–1 | 4–1 | —   | 2–1 | 4–0 | 3–1 | 1–1 | 3–2 | 2–1 | 2–1 |
| Real Sociedad              | 2–1 | 0–2 | 2–0 | 4–1 | 1–0 | 2–1 | 2–1 | 2–0 | 3–0 | 2–0 | 0–0 | —   | 2–3 | 3–1 | 2–1 | 2–0 | 1–0 | 4–1 |
| R. C. Recreativo de Huelva | 3–2 | 0–1 | 0–0 | 1–5 | 1–2 | 3–1 | 3–1 | 2–4 | 2–1 | 0–0 | 1–2 | 1–2 | —   | 1–2 | 2–1 | 1–1 | 4–3 | 3–0 |
| U. D. Salamanca            | 1–0 | 2–2 | 1–0 | 1–1 | 1–0 | 2–0 | 1–0 | 1–0 | 1–0 | 1–1 | 1–1 | 1–3 | 2–0 | —   | 3–1 | 0–0 | 3–1 | 3–1 |
| Sevilla F. C.              | 0–0 | 1–1 | 1–1 | 1–1 | 1–0 | 4–3 | 1–0 | 0–1 | 3–1 | 2–0 | 2–1 | 1–0 | 6–1 | 2–1 | —   | 1–1 | 0–2 | 1–0 |
| Sporting de Gijón          | 4–3 | 4–1 | 3–1 | 3–0 | 2–2 | 0–0 | 2–0 | 3–1 | 1–0 | 3–0 | 0–1 | 3–2 | 2–0 | 1–0 | 2–0 | —   | 2–0 | 1–0 |
| Valencia C. F.             | 0–0 | 2–0 | 2–1 | 1–0 | 4–0 | 2–1 | 0–0 | 3–1 | 3–1 | 1–1 | 0–1 | 1–0 | 1–0 | 0–0 | 5–2 | 4–0 | —   | 3–1 |
| Real Zaragoza              | 1–1 | 4–3 | 1–1 | 4–2 | 2–1 | 8–1 | 1–2 | 3–1 | 3–2 | 2–0 | 1–0 | 4–0 | 1–1 | 1–0 | 3–2 | 1–3 | 3–0 | —   |

## Máximos goleadores (Trofeo Pichichi)
Flamante Bota de Oro y Balón de Plata, Hansi Krankl llegó al FC Barcelona como uno de los mejores delanteros mundiales del momento. Lo confirmó ganando el Trofeo Pichichi con un gran promedio realizador, 29 goles en 30 partidos, logrando también la Bota de Bronce como tercer máximo anotador de las ligas europeas. 

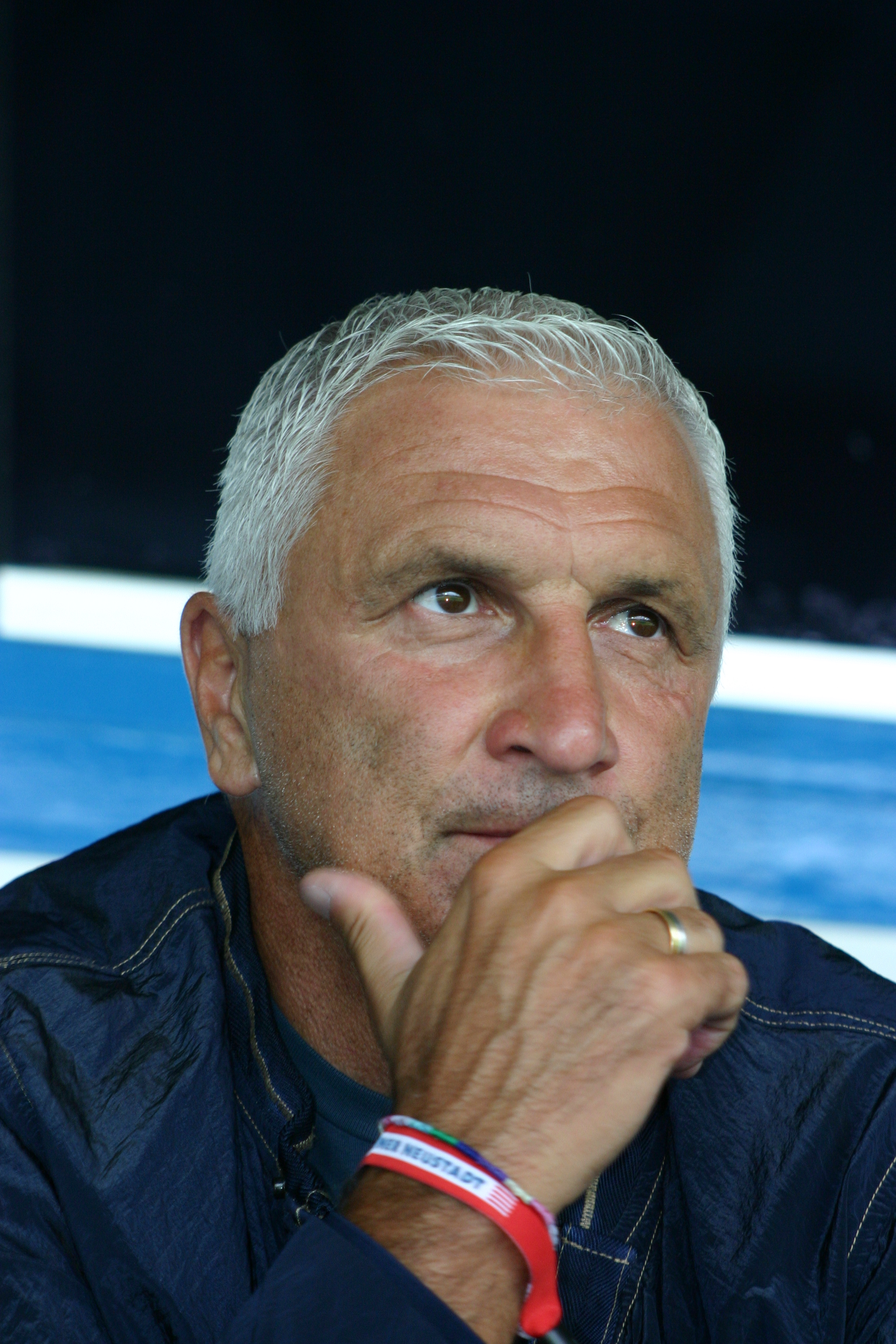
Krankl, primer y único futbolista austríaco en lograr el Trofeo Pichichi.

| Jugador                 | Equipo                  | Goles | Partidos |
| ----------------------- | ----------------------- | ----- | -------- |
| Hans Krankl             | F. C. Barcelona         | 29    | 30       |
| Quini                   | Sporting de Gijón       | 23    | 33       |
| Jesús María Satrústegui | Real Sociedad de F.     | 20    | 30       |
| Pichi Alonso            | Real Zaragoza           | 19    | 33       |
| Rubén Cano              | Club Atlético de Madrid | 19    | 34       |
| Santillana              | Real Madrid C. F.       | 18    | 33       |
| Carlos Manuel Morete    | U. D. Las Palmas        | 16    | 27       |
| Miguel Ángel Brindisi   | U. D. Las Palmas        | 14    | 30       |
| Dani Ruiz Bazán         | Athletic Club           | 13    | 27       |
| Juan Manuel Asensi      | F. C. Barcelona         | 12    | 30       |
| Mario Alberto Kempes    | Valencia C. F.          | 12    | 24       |
| Miodrag Kustudić        | Hércules C. F.          | 12    | 24       |
| Roberto López Ufarte    | Real Sociedad de F.     | 12    | 33       |

## Datos y más estadísticas

### Tripletas o pókers
Aquí se encuentra la lista de tripletas o hat-tricks y póker de goles (en general, tres o más goles anotados por un jugador en un mismo encuentro) convertidos en la temporada.
| Fecha      | Jugador     | Goles                       | Local             | Resultado | Visitante         | Jornada    |
| ---------- | ----------- | --------------------------- | ----------------- | --------- | ----------------- | ---------- |
| 26/11/1978 | Quini       | 6' · 67' · 70'              | Sporting de Gijón | 3 - 1     | Barcelona         | Jornada 11 |
| 17/12/1978 | Quini       | 25' · 85' · 89'             | Sporting de Gijón | 4 - 3     | Athletic Club     | Jornada 13 |
| 14/1/1979  | Hans Krankl | 16' · 38' · 45' · 59' · 62' | Barcelona         | 9 - 0     | Rayo Vallecano    | Jornada 16 |
| 21/4/1979  | Hans Krankl | 4' · 51' · 70'              | Barcelona         | 6 - 0     | Sporting de Gijón | Jornada 28 |